# Скавронская, Людмила Анатольевна
Людмила Анатольевна Скавронская (родилась 23 марта 1980 года) — российская теннисистка. Стала профессионалом в 1996 году.
Не выступает на соревнованиях с лета 2007 года.

## Рейтинг на конец года в одиночном разряде
- 1996 — 759
- 1997 — 905
- 2000 — 411
- 2001 — 464
- 2002 — 269
- 2003 — 181
- 2004 — 149
- 2005 — 177
- 2006 — 183
- 2007 — 245